# Abidos
Abidos – miejscowość i gmina we Francji, w regionie Nowa Akwitania, w departamencie Pireneje Atlantyckie.
Według danych na rok 2015 gminę zamieszkiwało 237 osób, a gęstość zaludnienia wynosiła 75,8 osób/km².
| 1901 | 1962 | 1968 | 1975 | 1982 | 1990 | 1999 |
| ---- | ---- | ---- | ---- | ---- | ---- | ---- |
| 184  | 255  | 226  | 184  | 187  | 188  | 200  |